# Kasteel Maarjamäe
Het Kasteel Maarjamäe is een voormalig landhuis in de Estse hoofdstad Tallinn. Het landhuis werd in 19e eeuw gebouwd voor de Russische graaf Anatoli Orlov-Davydov die het omringende landgoed had opgekocht. Na de Eerste Wereldoorlog werd in het gebouw het Nederlandse consulaat gevestigd. In 1932 werd het gebouw een hotel-restaurant; in 1937 kreeg het een militaire bestemming. Na de Tweede Wereldoorlog werden in het landhuis appartementen ingericht.
In 1975 besloten de toenmalige autoriteiten het gebouw in gebruik te nemen als museum voor de geschiedenis van de Estische Socialistische Sovjetrepubliek. Sinds 1995 is in het gebouw het Museum voor Estische Geschiedenis gevestigd. 

## Museumterrein
Tegenwoordig is het in beheer van het Ests historisch museum, die het in 2018 heropent als museum met een nieuwe opzet. Op het terrein bevinden zich meerdere musea:
- Ests historisch museum - Bevindt zich in het kasteel; in tegenstelling tot het museum in de Grote gildehal ligt de nadruk hier op de Estland in de 20e eeuw.[2]
- Ests filmmuseum - Geopend in 2006, in een speciaal ontworpen gebouw, laat de Estische filmgeschiedenis zien.[3]
- Stallen - De oude stallen van een kasteel tonen wisseltentoonstellingen en kunnen worden afgehuurd worden voor evenementen.
- Beeldentuin - In de tuin bevindt zich een permanente opstelling van afgedankte Sovjet-beelden gemaakt tussen 1945 en 1990. Dit is de grootste verzameling van deze beelden in Estland.[4]

Grote gildehal · Kasteel Maarjamäe · Ests filmmuseum · Ests theater en muziekmuseum